# ترس (فیلم ۲۰۱۸)
ترس (به انگلیسی: Awe) فیلمی هندی محصول سال ۲۰۱۸ و به کارگردانی پراسانات وارما است. در این فیلم بازیگرانی همچون کجال آگاروال، نیتیا منن، رجینا کاساندرا، ایشا ربا، پریادارشی پولیکوندا، سریناواس آواسارالا، مورالی شارما، دوادارشینی، نانی و راوی تجا ایفای نقش کرده‌اند.